# Kiunga Airport
Kiunga Airport är en flygplats i Kenya.   Den ligger i länet Lamu, i den sydöstra delen av landet, 500 km öster om huvudstaden Nairobi. Kiunga Airport ligger 7 meter över havet.
Terrängen runt Kiunga Airport är platt. Havet är nära Kiunga Airport åt sydost.